# 前田菊子
前田 菊子（まえだ きくこ、1903年（明治36年）9月23日 - 1988年（昭和63年）10月22日）は、日本の評論家。旧姓酒井。
伯爵・雅楽頭系酒井家宗家20代当主酒井忠興の次女。母は公爵・三条実美の七女、夏子。久邇宮朝融王および良子女王（香淳皇后）の妹である信子女王と、学習院女学部の同期。侯爵・前田利為の妻。

## 経歴
- 1917年（大正6年）9月、久邇宮朝融王と婚約内約[5]。
- 1918年（大正7年）1月14日、宮内省から婚約発表[6]。
- 1924年（大正13年）、婚約解消[7]。久邇宮朝融王#婚約破棄事件も参照。
- 1925年（大正14年）2月7日、前田利為と結婚（後妻[8][9]で、先妻・渼子（なみこ）を大正12年4月に亡くしたため）
- 1942年（昭和17年）、前田利為と死別[10]。
- 1951年（昭和26年）より評論家として活動した。専門はマナー、エチケット[11]。

## 親族
- 父：酒井忠興（雅楽頭系酒井家宗家20代当主、伯爵）
- 母：酒井夏子 - 公爵・三条実美七女
- 姉：酒井秋子 - 酒井忠正夫人
- 夫：前田利為（旧加賀藩主16代当主、侯爵）
- 長男：前田利弘 - 旧大聖寺藩主家
- 長女：酒井美意子 - 酒井忠元夫人
- 次女：瑶子